# یارالین
یارالین (به انگلیسی: Yarralin) شهرکی واقع در ایالت قلمرو شمالی در استرالیاست. این شهرک در ۳۹۰ کیلومتری (۲۴۲ مایلی) جنوب غرب کاترین و ۷۰۵ کیلومتری (۴۳۸ مایلی) جنوب داروین واقع شده است.